# 鬼讯号
《借聲還魂》（英語：White Noise，又译《白噪声》）是一部超自然恐怖电影，导演杰弗瑞·萨克斯执导，由迈克尔·基顿主演。标题内容即取自超自然电子异象（Electronic Voice Phenomenon，EVP）那里的声音，有一些人认为这些声音来自“另一边”，就像是可以听到录音一样。这部电影雖與唐·德里罗所编写的后现代小说白噪音同名，但是其實相互並無直接關聯。

## 续集
续集名为白噪音：光在2007年1月上映。